# Sulamita lunalilo
Sulamita lunalilo är en insektsart som beskrevs av George Willis Kirkaldy 1902. Sulamita lunalilo ingår i släktet Sulamita och familjen ängsskinnbaggar. Inga underarter finns listade i Catalogue of Life.